# برور فوک
برور فوک (انگلیسی: Bror Fock؛ ۲۹ مارس ۱۸۸۸ – ۴ سپتامبر ۱۹۶۴ (aged 76)) ورزشکار دو و میدانی اهل سوئد بود.
وی در مسابقات کشوری و بین‌المللی در مجموع برندهٔ ۱ مدال نقره شده‌است.